# John Simonsen
Sir John Lionel Simonsen (22 juillet 1884, à Levenshulme, Manchester - 20 février 1957, à Londres) est un chimiste organique anglais qui travaille en Inde. Il contribue aux synthèses organiques et étudie la chimie de nombreux extraits de plantes. 

## Biographie
Simonsen est né à Levenshulme, Manchester où ses parents s'étaient installés depuis le Danemark (son père Lionel Michael Simonsen est marchand tandis que sa mère Sophie a plusieurs parents à l'université de Copenhague), il va dans une école privée à Rusholme puis fréquente la Manchester Grammar School où il est influencé par le professeur de chimie Francis Jones. Il s'intéresse aux sciences après avoir passé des étés à Copenhague où un oncle, Valdemar Henriques, enseigne la physiologie à la Landbrughy Skole. Il étudie ensuite à l'Université de Manchester, où il obtient son baccalauréat avec les meilleures notes en 1904, et un doctorat en 1909 en tant qu'élève de William Henry Perkin Jr.. En 1907, il devient maître de conférences adjoint et démonstrateur à Manchester. Il rejoint le Presidence College de Madras en 1910 et est un collègue de Charles Gibson. Lorsque Gibson part en Angleterre après le déclenchement de la Première Guerre mondiale, Simonsen reste en Inde, où il est contrôleur pétrolier et conseiller auprès de l'Indian Munitions Board. Il est membre fondateur de l'Indian Science Congress Association en 1914, dont il est le secrétaire jusqu'en 1926. De 1919 à 1925, il est chimiste en chef au Forest Research Institute and College de Dehra Dun et, de 1925 à 1928, professeur à l'Indian Institute of Science de Bangalore. En 1928, il retourne en Angleterre, où il est le premier collègue de Gibson au Guy's Hospital de Londres. En 1930, il devient professeur à l'Université du pays de Galles à Bangor où il reste jusqu'en 1942. De 1943 à 1952, il est directeur de recherche du Colonial Products Research Council (plus tard Tropical Products Research Council). En 1945, il devient membre du Conseil de la recherche agricole .
Simonsen s'occupe de la chimie des produits naturels, en particulier des terpènes et des sesquiterpènes. Par exemple, il découvre la 3-Carène dans la térébenthine indienne. Il travaille souvent avec AE Bradfield et AR Penfield, directeur du Musée des Arts et des Sciences de Sydney, qui lui fournissent de nouveaux produits naturels intéressants. Il est avant tout un expérimentateur et s'intéresse peu à la théorie. Ewart Jones est l'un de ses doctorants.
Une visite avec Robert Robinson dans les Caraïbes et aux États-Unis en 1944 conduit à la création de l'Institut de recherche en microbiologie à Trinidad et au contrôle efficace des moustiques sur la côte de la Guyane britannique, ce qui réduit considérablement la mortalité infantile. En 1946, il visite l'Afrique du Sud et de l'Est avec Ian Heilbron.
En 1950, il reçoit la médaille Davy. À partir de 1932, il est membre de la Royal Society. En 1949, il est anobli et reçoit le prix Ernest Guenther de l'American Chemical Society. Il est docteur honoris causa à St. Andrews, en Malaisie et à Birmingham.
Simonsen épouse Jannet Dick, fille de Robert Hendrie de Nairn en 1913. Jannet est chirurgien et travaille pendant un certain temps comme professeur de pathologie au Lady Hardinge College de New Delhi à la station de recherche sur le paludisme de Simla. Ils ont une fille.

## Publications
- John Shorter, Oxford Dictionary of National Biography, 2004
- Robert Robinson, membres de la Société royale des mémoires biographiques 1960.
- Michael Freemantle: La guerre des chimistes 1914-1918, Royal Society of Chemistry 2015, S. 222f